# Stendammen, Västmanland
Stendammen är en sjö i Nora kommun i Västmanland och ingår i Norrströms huvudavrinningsområde.